# Felipe Berchesi
Felipe Berchesi (ur. 12 kwietnia 1991) – urugwajski rugbysta grający na pozycji łącznika ataku, mistrz kraju, reprezentant kraju zarówno w wersji piętnasto-, jak i siedmioosobowej.

## Kariera
Z sukcesami występował w juniorskich drużynach Carrasco Polo Club, po czym z pierwszym zespołem tego klubu w latach 2011 i 2012 zdobył mistrzostwo kraju. Po wyjeździe do Europy grał kolejno w Rugby Badia ASD w Serie A2, Stade olympique chambérien rugby w Fédérale 1 oraz US Carcassonne i Dax w Pro D2.
Dwukrotnie z Los Teritos  wziął udział w Junior World Rugby Trophy – w 2010 i 2011. Z seniorską reprezentacją Urugwaju uczestniczył w Americas Rugby Championship 2012, IRB Nations Cup 2012, a także w zakończonych sukcesem kwalifikacjach do Pucharu Świata 2015. Znalazł się następnie w składzie na ten turniej, podczas którego zagrał we trzech meczach zdobywając piętnaście punktów.
Był również członkiem kadry siódemek, z którą wziął udział w turnieju rugby 7 na Igrzyskach Panamerykańskich 2011, Pucharze Świata 2013, a także triumfował w CONSUR Sevens 2012. Jego debiutancki występ w IRB Sevens World Series nastąpił w turnieju USA Sevens 2011, w światowym cyklu uczestniczył również w kolejnych latach.